# Sent Plemponh
Sent Plemponh (en francès Saint-Pompont) és un municipi francès situat al departament de la Dordonya i a la regió de la Nova Aquitània.

## Demografia
| 1962                                       | 1968 | 1975 | 1982 | 1990 | 1999 | 2007 |
| ------------------------------------------ | ---- | ---- | ---- | ---- | ---- | ---- |
| 536                                        | 516  | 506  | 521  | 452  | 404  | 429  |
| Des de 1962: població sense dobles comptes |      |      |      |      |      |      |

## Administració
| Període   | Identitat             | Partit |
| --------- | --------------------- | ------ |
| 1989-2008 | Christian Cramaregeas |        |
| 2008-     | Thomas Michel         |        |